# Вінченцо Пікарді
Вінченцо Пікарді  (італ. Vincenzo Picardi; нар. 20 жовтня 1983, Казорія) — італійський боксер, олімпійський медаліст, призер чемпіонатів світу та Європи серед аматорів.

## Аматорська кар'єра
На чемпіонаті Європи 2004 програв у першому бою Ніколозу Ізорія (Грузія), а на чемпіонаті Європи 2006 також в першому бою — Саміру Мамедову (Азербайджан).
На чемпіонаті світу 2005 програв у другому бою Саміру Мамедову (Азербайджан), а на чемпіонаті світу 2007 завоював бронзову медаль.
- В 1/16 фіналу переміг Кадрі Кордела (Туреччина) — 22-7
- В 1/8 фіналу переміг Кацуакі Суса (Японія) — 24-14
- У чвертьфіналі переміг Ануруддха Ратнаяке (Шрі-Ланка) — 23-4
- У півфіналі програв Сомжит Джонгжохор (Таїланд) — 2-13

На Олімпійських іграх 2008 завоював бронзову медаль.
- В 1/16 фіналу переміг Кассіуса Чіяніка (Замбія) — 10-3
- В 1/8 фіналу переміг Хуана Карлоса Паяно (Домініканська республіка) — 8-4
- У чвертьфіналі переміг Валіда Черіфа (Туніс) — 7-5
- У півфіналі програв Сомжит Джонгжохор (Таїланд) — 1-7

Того ж 2008 року на Кубку світу з боксу переміг Валіда Черіфа (Туніс) і програв Михайлу Алояну (Росія), завоювавши бронзову нагороду.
На чемпіонаті світу 2009 здобув три перемоги, а у чвертьфіналі програв Нямбаярину Тегсцогт (Монголія) — 7-12.
На чемпіонаті Європи 2010 завоював бронзову медаль.
- В 1/8 фіналу переміг Олександра Ришкана (Молдова) — 10-5
- У чвертьфіналі переміг Франсіско Торріхоса (Іспанія) — 9-2
- У півфіналі програв Михайлу Алояну (Росія) — 2-7

На чемпіонаті Європи 2011 завоював бронзову медаль.
- В 1/8 фіналу переміг Муміна Велі (Македонія) — 18-10
- У чвертьфіналі переміг Майкла Конлена (Ірландія) — 26-20
- У півфіналі програв Георгію Балакшину (Росія) — 19-27

На чемпіонаті світу 2011 здобув три перемоги, а у чвертьфіналі програв Жасурбеку Латипову (Узбекистан) — 11-18.
На Олімпійських іграх 2012 програв у першому бою Нямбаярину Тегсцогт (Монголія) — 16-17.
На чемпіонатах Європи 2013 та світу 2013 програв у першому бою.
На Європейських іграх 2015 завоював срібну медаль.
- В 1/8 фіналу переміг Мухаммада Алі (Велика Британія) — 2-1
- У чвертьфіналі переміг Ферхата Пехліван (Грузія) — 2-1
- У півфіналі переміг Вільяма Танко (Словаччина) — 3-0
- У фіналі програв Ельвіну Мамішзаде (Азербайджан) — 0-3

На чемпіонаті світу 2015 програв у другому бою Мухаммаду Алі (Велика Британія) — 1-2

### Виступи на Олімпіадах
| Олімпіада   | Дисципліна | Місце |
| ----------- | ---------- | ----- |
| Пекін 2008  | до 51 кг   | 3T    |
| Лондон 2012 | до 52 кг   | 9T    |

### Світова серія боксу
З 2010 до 2013 року Вінченцо Пікарді входив до складу команди «Italia Thunder» (Італія), що брала участь у напівпрофесійній боксерській лізі WSB.